# Лак-дез-Іль
Лак-дез-Іль — родовище платиноїдів у Канаді. Відкрите в 1963 році.

## Характеристика
Розташоване за 80 км на північний захід від міста Тандер-Бей, розташованого на північному березі озера Верхнє. Через двадцять років розвідку його провела канадська компанія Madeleine Mines Ltd. До кінця 1986 року на родовищі була розвідана найважливіша в промисловому відношенні пластовая зона Робі. Запаси МПГ в ній становили 125.75 т, або 20.4 млн т руди із вмістом МПГ 6.17 г/т при співвідношенні Pd: Pt = 7 : 1 (110 т паладію і 15.75 т платини). Родовище приурочене до одного з пластів розшарованого лополіту основних і підлеглих ультраосновних порід з абсолютним віком 2.73 млрд років.
Лополіт родовища — лійкоподібне тіло, що має на поверхні розміри 3.5 х 1.5 км, видовжене з півд.-заходу на півн.-схід і на глибині 0.7-1.0 км переходить в циліндричну «ніжку» діаметром близько 0.4 км. Складена вона найбільш ранніми в лополіті норитами і габро-норитами, які підстилаються вмісними породами гранітами і ґранодіоритами раннього архею фундаменту Канадського щита. Рудна зона Робі (Roby) розміщується в півд.-західній частині лополіту і має потужність 30-70 м; в плані вона утворює подібність підкови довжиною близько 1 км. Основні мінерали: пірит, халькопірит, пентландит, піротин, віоларит — FeNi2S4, сфалерит, ґаленіт та платиноїди — висоцькіт, бреггіт, котульскіт, меренскіт, спериліт, мончеїт і інш.
На 1999 рік підтверджені запаси зони Робі при бортовому вмісті МПГ 1 г/т: 94.1 млн т руди із вмістом паладію 1.66 г/т (156.2 т металу проти початкових 110 т), платини — 0.18 г/т (17 т проти 15.75 т).
2000 року виявлено ще дві пластові зони сульфідної вкрапленості з платиноїдами — Твайлайт (Twilight) і Шиар (Shear). З урахуванням цих зон для всього родовища загальні запаси (включаючи підтверджені): 145.6 млн т руди з вмістом паладію 1.57 г/т (228.6 т паладію), платини — 0.17 г/т (25 т), всього 253.6 т загальних запасів МПГ. Крім того, в рудах є золото (0.12 г/т), нікель (0.05%) і мідь (0.06%).
У 1999—2001 роках підприємство реконструйоване. Проектний видобуток руди — 15 тис. т/добу. Щорічно на руднику добуватимуть до 7.75 т паладію (проти початкових 4.2 т) і 0.75 т платини (проти 0.6 т). Реконструкція підприємства продовжується.

## Технологія розробки
Компанія North American Palladium Ltd. в кінці 1993 року побудувала на родовищі кар'єр і збагачувальну фабрику. До кінця 1994 року рудник на родовищі Лак-дез-Іль вийшов на проектну потужність: 2.4 тис. т руди на добу (750—850 тис. т на рік), 4.2 т паладію і 0.6 т платини на рік.